# 安珍と清姫 (映画)
『安珍と清姫』（あんちんときよひめ）は、1960年に公開された島耕二監督の日本映画。
安珍・清姫伝説の翻案作品。

## スタッフ
以下のスタッフ名はKINENOTEに従った。
- 監督 - 島耕二
- 脚本 - 小国英雄
- 製作 - 永田雅一
- 撮影 - 小原譲治
- 美術 - 西岡善信
- 音楽 - 大森盛太郎
- 録音 - 海原幸夫
- 照明 - 久保田行一

## キャスト
以下の出演者名と役名はKINENOTEに従った。
- 八代目 市川雷蔵 - 安珍
- 若尾文子 - 清姫
- 浦路洋子 - 桜姫
- 片山明彦 - 友綱
- 毛利郁子 - 早苗
- 小堀阿吉雄 - 道覚
- 荒木忍 - 増全
- 南部彰三 - 義円
- 花布辰男 - 左助
- 毛利菊枝 - 渚
- 見明凡太郎 - 清継
- 石原須磨男 - 村人A
- 岩田正 - 村人B
- 堀北幸夫 - 農夫A
- 藤川準 - 農夫B

## 同時上映
- 『夜は嘘つき』